# Amanzé
Amanzé ist eine französische Gemeinde mit 195 Einwohnern (Stand: 1. Januar 2022) im Département Saône-et-Loire in der Region Bourgogne-Franche-Comté. Sie gehört zum Arrondissement Charolles und zum 2016 gegründeten Gemeindeverband Communauté de communes Brionnais Sud Bourgogne. Die Bewohner werden Yaudes genannt.

## Geografie
Amanzé liegt etwa 57 Kilometer westnordwestlich von Mâcon in den Hügellandschaften von Brionnais und Charolais. Nachbargemeinden von Amanzé sind Prizy im Norden und Nordwesten, Saint-Germain-en-Brionnais im Norden und Nordosten, Saint-Symphorien-des-Bois im Osten, Vareilles im Süden sowie Oyé im Westen.

## Bevölkerungsentwicklung
| Jahr                      | 1962 | 1968 | 1975 | 1982 | 1990 | 1999 | 2006 | 2011 | 2016 |
| Einwohner                 | 204  | 197  | 161  | 179  | 198  | 203  | 204  | 172  | 177  |
| Quelle: Cassini und INSEE |      |      |      |      |      |      |      |      |      |

## Sehenswürdigkeiten
- Kirche Saint-Pierre von 1878
- Friedhofskapelle aus dem 16. Jahrhundert, ihre skulptierte Piscina im Inneren ist seit 1950 als Monument historique eingeschrieben
- Reste des Schlosses von Amanzé aus dem 16. Jahrhundert, nach der Französischen Revolution zerstört, seit 1968 als Monument historique eingeschrieben
- Herrenhaus aus dem 16. Jahrhundert im Renaissance-Stil

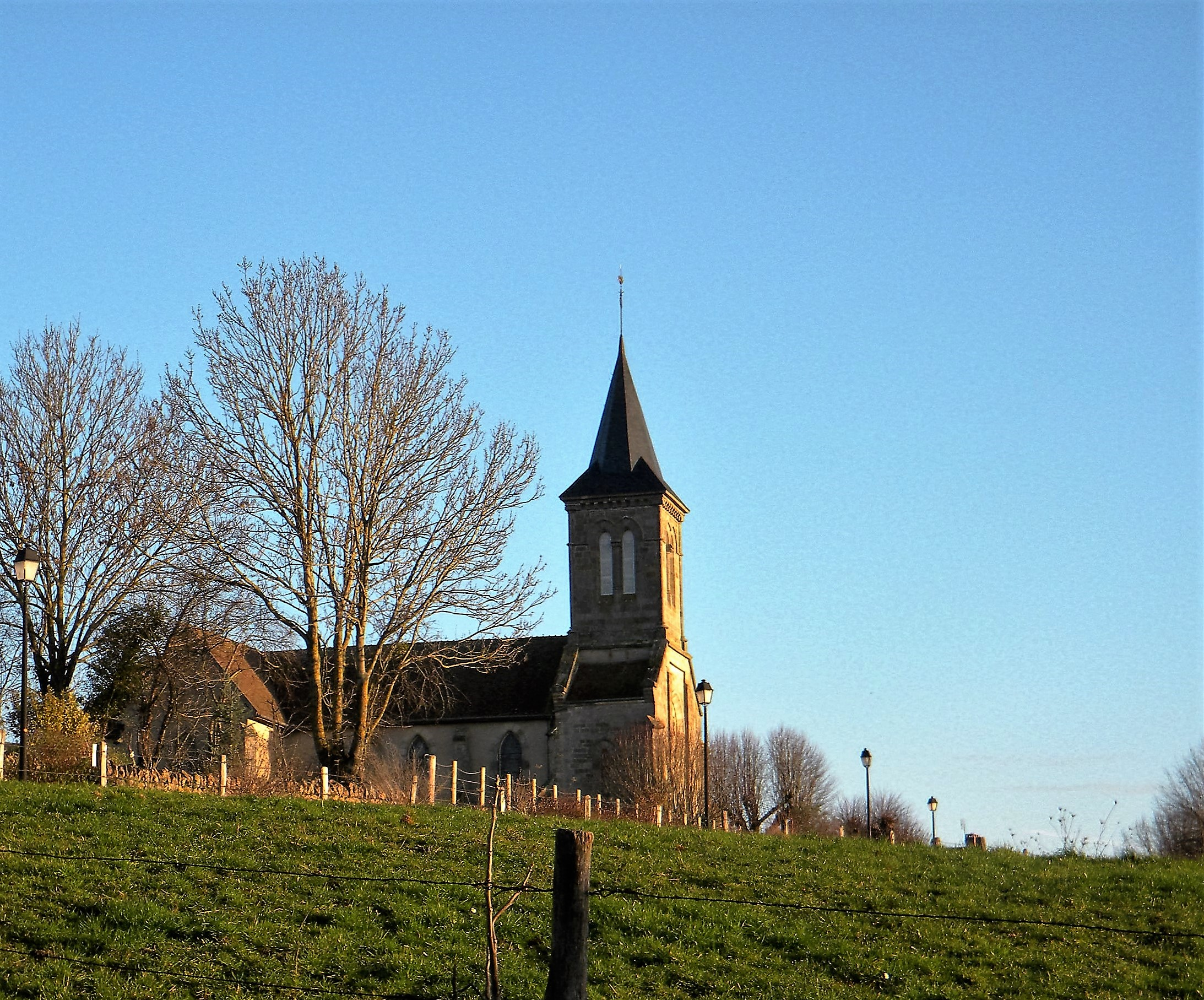
Kirche Saint-Pierre
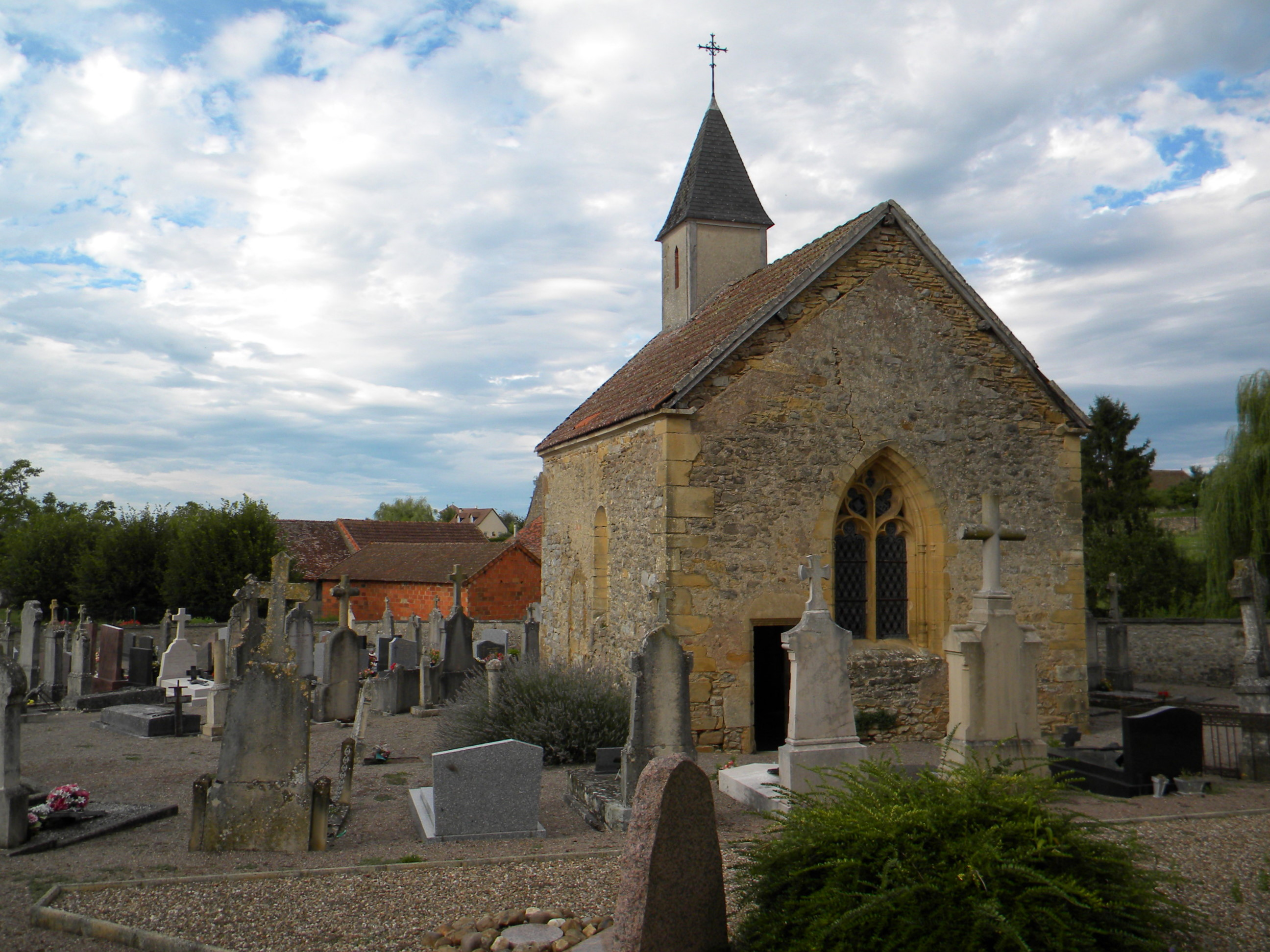
Friedhofskapelle
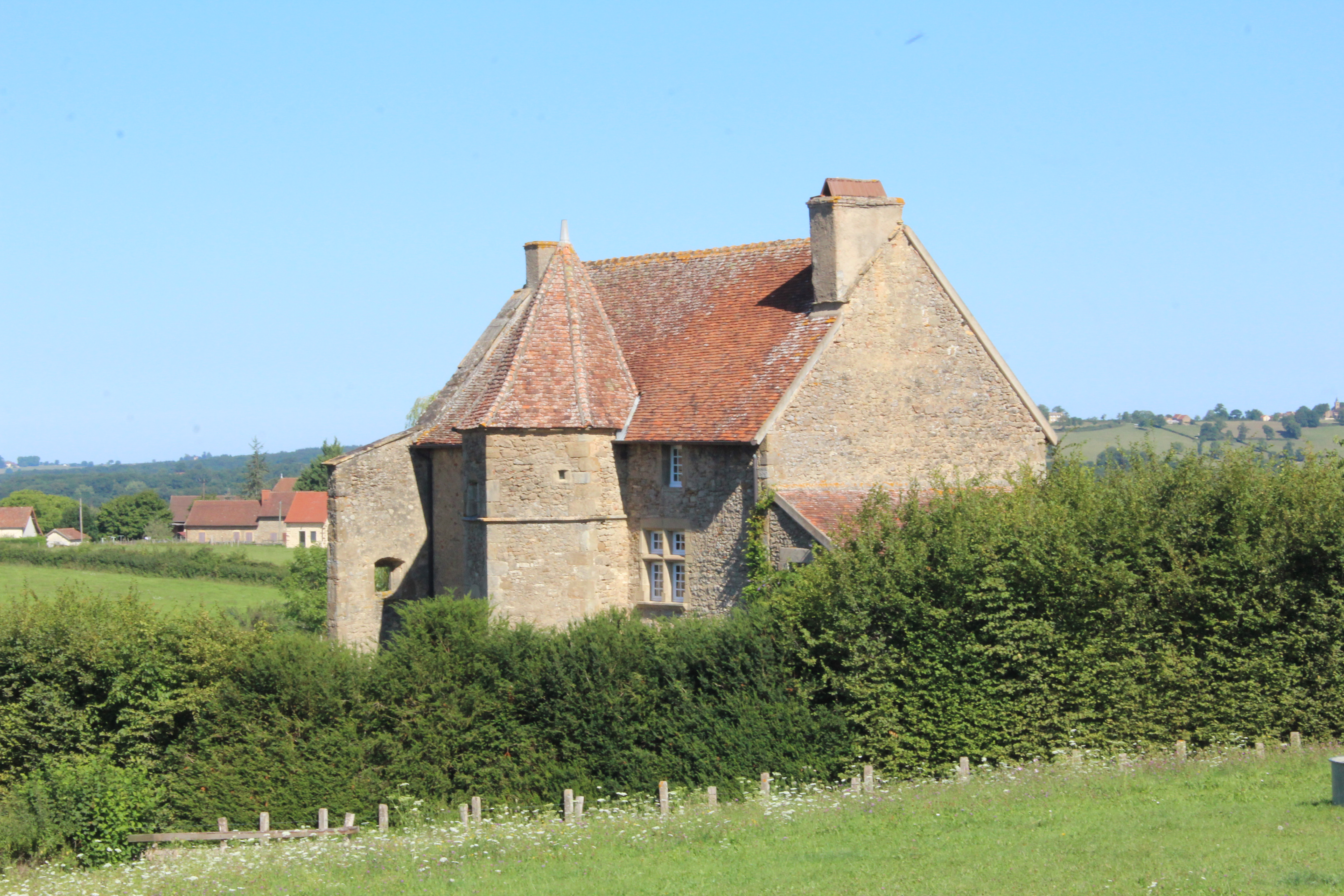
Teil des Schlosses von Amanzé

## Belege
1. ↑  Amanzé auf cassini.ehess.fr
2. ↑  Amanzé auf insee.fr